# بايكال ساران

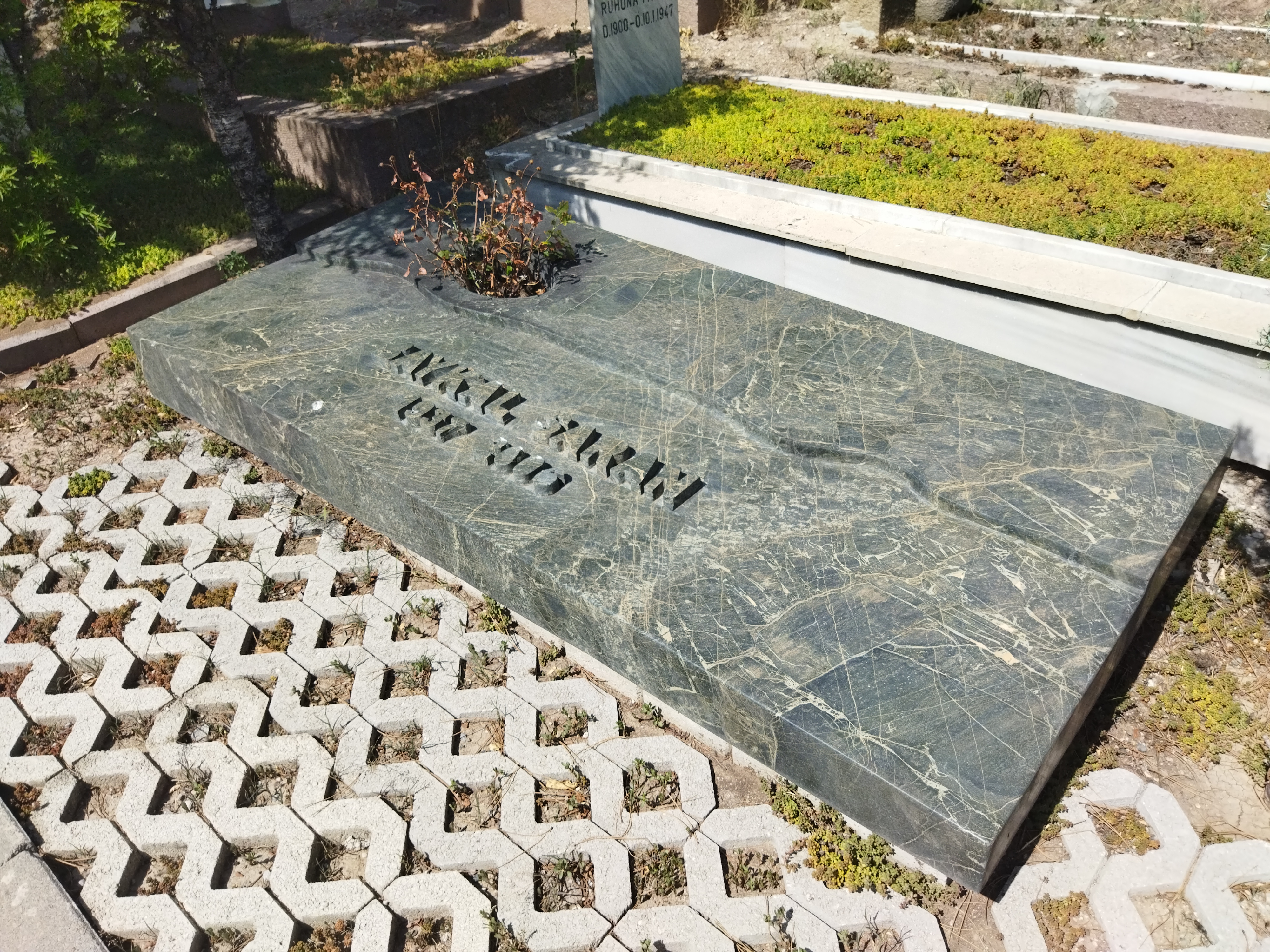
قبر بايكال ساران

بايكال ساران (بالتركية Baykal Saran) . وهو ممثل تركي أشتهر في بأدائه دور رجل المافيا خسرف آغا في مسلسل وادي الذئاب . ولد بتاريخ 1 يناير من سنة 1937 في مدينة كوتاهية. استمر نشاط بايكال ساران في الفن ما بين سنوات 1956 إلى 2005. توفي ساران في يوم 28 يوليو من سنة 2006 في مدينة إسطنبول.

## وصلات خارجية
- بايكال ساران على موقع IMDb (الإنجليزية)
- موقع أن تي في
- موقع السينما التركية